# Varzea
Varzea — рід сцинкоподібних ящірок родини сцинкових (Scincidae). Представники цього роду мешкають в Південній Америці.

## Види
Рід Varzea нараховує 2 види:
- Varzea altamazonica (Miralles, Barrio-Amoros, Rivas, & Chaparro-Auza, 2006)
- Varzea bistriata (Spix, 1825)

## Етимологія
Наукова назва роду Varzea походить від варзейських лісів — сезонно затоплюваних лісів, поширених в Амазонії.